# Pic du Thabor
Pic du Thabor – szczyt górski we francuskiej części Alp Kotyjskich, w masywie Massif des Cerces. Ma wysokość 3207 m n.p.m. Znajduje się on na granicy departamentów Sabaudia i Alpy Wysokie.

## Charakterystyka

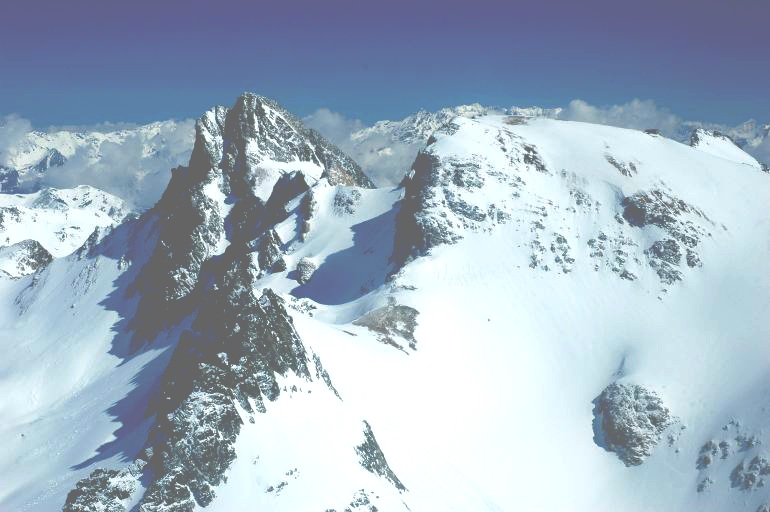
Po lewej Pic du Thabor, po prawej Mont Thabor

Góra swym wyglądem przypomina skalistą piramidę. Leży na północ od niższego o 29 metrów szczytu Mont Thabor. Odziela je przełęcz Col du Thabor. 

## Wejście na szczyt
Szczyt można zdobyć wyruszając ze stacji Valfréjus, w miejscowości Modane lub od strony doliny Étroite.